# Little Wonder
"Little Wonder" é uma canção do músico britânico David Bowie, tendo sido lançada como single para promover o álbum Earthling, de 1997. A faixa foi o maior sucesso do álbum, chegando ao n°14 das paradas britânicas. Nos Brit Awards de 1998, a canção foi indicada para a categoria de melhor vídeo.

## Créditos
Produtores
- David Bowie
- Mark Plati (coprodutor)
- Reeves Gabrels (coprodutor)

Músicos
- David Bowie – vocais, samples
- Reeves Gabrels – programação, guitarras (reais e de sample), vocais
- Mark Plati – loops de bateria, percussão eletrônica, programação, loops, samples
- Gail Ann Dorsey – baixo
- Zachary Alford[4] – bateria
- Mike Garson – teclado, piano